# Lights (canção)
"Lights" é uma canção da cantora inglesa Ellie Goulding gravada para o seu álbum de estreia de mesmo nome. A faixa foi lançada inicialmente no Reino Unido em 11 de março de 2011, como o sexto single do seu álbum. Originalmente, "Lights" era apenas uma faixa bônus do seu álbum no iTunes. Mas logo depois, a canção que tinha 4 minutos, ganhou uma nova versão, com pouco mais de três minutos, e foi incluída no relançamento do primeiro disco de Ellie, que foi intitulado Bright Lights.
"Lights" foi lançado como single na América do Norte em maio de 2011. E em 2 de maio de 2012, a canção recebeu o certificado de platina quadrupla nos Estados Unidos, pela venda de mais de quatro milhões de downloads legais em território americano.

## Videoclipe
O vídeo para a música "Lights" foi filmado por Sophie Muller no final de setembro de 2010. A produção foi lançada em 20 de janeiro de 2011, através do site de vídeos musicais Vevo. O videoclipe mostra Ellie dançando e tocando bateria e tamborim, enquanto aparece efeitos de iluminação no decorrer do vídeo.

## Lista de faixas
| EP digital do Reino Unido |                                                                   |         |  |
| N.º                       | Título                                                            | Duração |  |
| 1.                        | "Lights" (Single Version)                                         | 3:30    |  |
| 2.                        | "Only Girl (In the World) (Cover)" (Live Lounge Acoustic Version) | 4:07    |  |
| 3.                        | "Lights" (Bassnectar Remix)                                       | 4:36    |  |
| 4.                        | "Lights" (Shook Remix)                                            | 3:49    |  |
| 5.                        | "Lights" (MK Charlee Dub)                                         | 5:04    |  |
| 6.                        | "Lights" (Max Gordon Remix)                                       | 4:49    |  |

| EP digital - The Remixes Pt. 1 |                             |         |  |
| N.º                            | Título                      | Duração |  |
| 1.                             | "Lights" (Bassnectar Remix) | 4:36    |  |
| 2.                             | "Lights" (MK Charlee Dub)   | 5:05    |  |
| 3.                             | "Lights" (Max Gordon Remix) | 4:49    |  |
| 4.                             | "Lights" (Shook Remix)      | 3:49    |  |

| EP digital - The Remixes Pt. 2 |                                   |         |  |
| N.º                            | Título                            | Duração |  |
| 1.                             | "Lights" (Drop Lamond Remix)      | 4:17    |  |
| 2.                             | "Lights" (Fernando Garibay Remix) | 4:03    |  |
| 3.                             | "Lights" (Captain Cuts Remix)     | 4:11    |  |
| 4.                             | "Lights" (Ming Remix)             | 4:57    |  |
| 5.                             | "Lights" (RAC Mix)                | 5:44    |  |

## Desempenho nas paradas musicais
| Parada (2011-12)                      | Melhor posição |
| ------------------------------------- | -------------- |
| Canadá - Canadian Hot 100             | 9              |
| Estados Unidos - Billboard Hot 100    | 2              |
| Estados Unidos - Hot Dance Club Songs | 32             |
| Estados Unidos - Adult Pop Songs      | 6              |
| Estados Unidos - Billboard Pop Songs  | 1              |
| Nova Zelândia - RIANZ                 | 16             |
| Reino Unido - UK Singles Charts       | 49             |

| País                  | Certificação | Vendas     |
| --------------------- | ------------ | ---------- |
| Estados Unidos - RIAA | 4× Platina   | 4.000.000+ |
| Nova Zelândia - RIANZ | Ouro         | 7.500+     |

## Histórico de lançamento
| País           | Data                  | Formato                        | Gravadora              |
| -------------- | --------------------- | ------------------------------ | ---------------------- |
| Reino Unido    | 11 de março de 2011   | EP digital                     | Polydor Records        |
| Estados Unidos | 23 de maio de 2011    | EP digital - The Remixes Pt. 1 | Cherrytree, Interscope |
| Estados Unidos | 19 de julho de 2011   | EP digital - The Remixes Pt. 2 | Cherrytree, Interscope |
| Estados Unidos | 24 de janeiro de 2012 | Lançamento para rádio          | Cherrytree, Interscope |